# Bexhill-on-Sea
Bexhill-on-Sea (simplificado como Bexhill) es una población ubicada en el condado de Sussex Oriental, en el sureste de Inglaterra. Está bañada por el canal de La Mancha, lo cual le proporciona un clima marítimo y templado la mayoría del año.
- Datos: Q853012
- Multimedia: Bexhill-on-Sea / Q853012